# Naturschutzgebiet Lühlingsbachtal

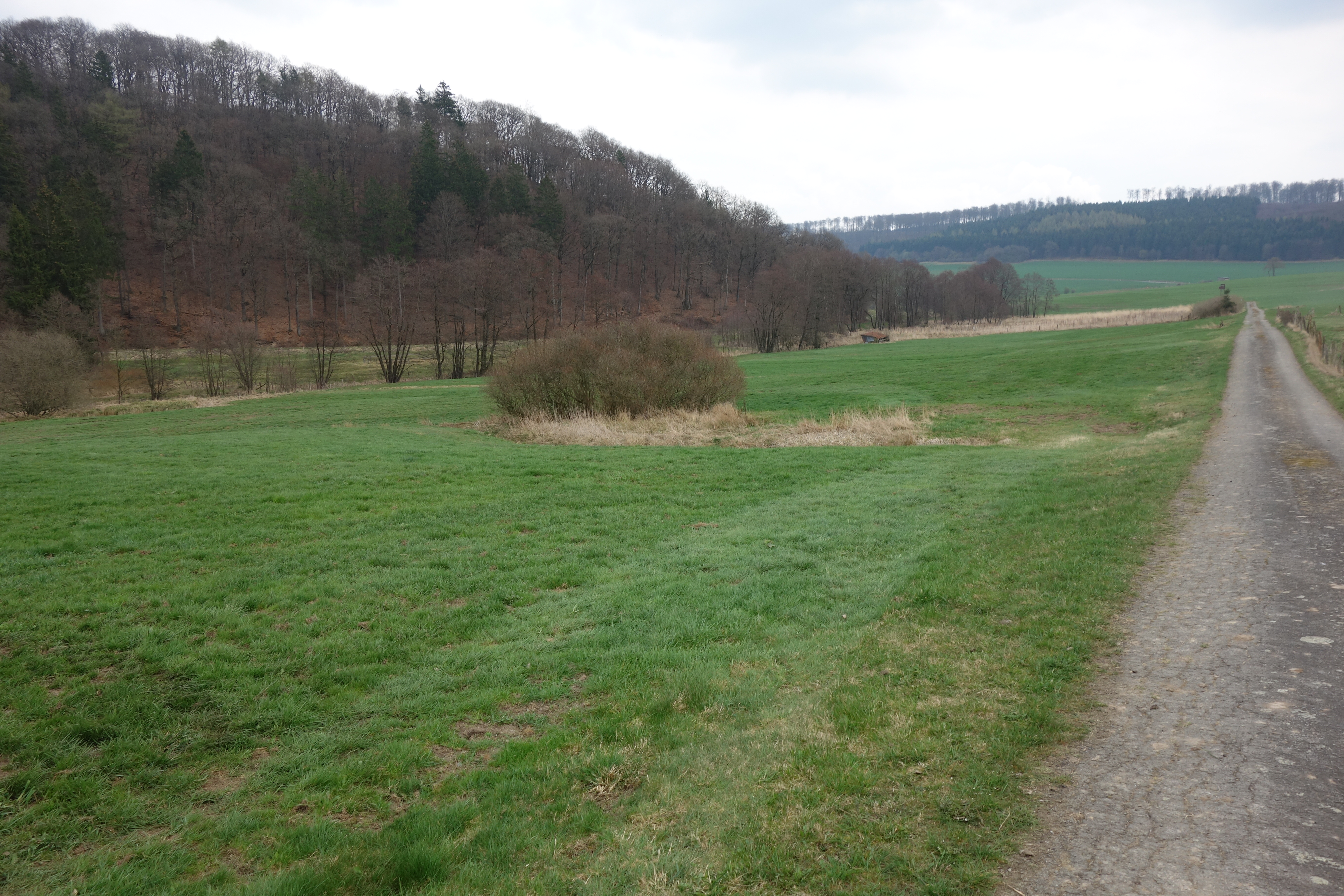
Rechts NSG, links schmaler Streifen vom Naturschutzgebiet Lühlingsbach-Nettetal und Wald im Naturschutzgebiet Leiberger Wald im Kreis Paderborn

Das Naturschutzgebiet Lühlingsbachtal mit einer Größe von 34,4 ha liegt nordöstlich von Alme im Stadtgebiet von Brilon. Das Gebiet wurde 2001 mit dem Landschaftsplan Hoppecketal durch den Hochsauerlandkreis als Naturschutzgebiet (NSG) ausgewiesen. Das NSG gehört teilweise zum FFH-Gebiet Leiberger Wald (DE 4517-303). Das NSG gehört seit 2023 zum Vogelschutzgebiet Diemel- und Hoppecketal mit angrenzenden Wäldern. Die Ostgrenze des NSG ist gleichzeitig die Grenze zum Kreis Paderborn. Der Oberlauf des Lühlingsbaches und die östlich des Baches gelegene Aue wurde vom Kreis Paderborn im Landschaftsplan Büren-Wünnenberg als Naturschutzgebiet Lühlingsbach-Nettetal ausgewiesen. Hinter der Aue im Naturschutzgebiet Lühlingsbach-Nettetal grenzt direkt das Naturschutzgebiet Leiberger Wald an. Das NSG grenzt im Norden an die B 480. Westlich liegt meist das Landschaftsschutzgebiet Freiflächen im Lühlingsbachtal.

## Gebietsbeschreibung
Beim NSG handelt es sich um den Lauf des Lühlingsbaches im Hochsauerlandkreis mit der Flussaue. Noch innerhalb des NSG mündet der Lühlingsbach in den Fluss Nette. Das Gebiet wird überwiegend als Grünland genutzt. Neben einzelnen Ackerflächen befanden sich auch kleine Auwaldbereiche im NSG. 
Im NSG kommen seltene Tier- und Pflanzenarten vor. Es wurden durch das Landesamt für Natur, Umwelt und Verbraucherschutz Nordrhein-Westfalen Pflanzenarten wie Bachbunge, Blutwurz, Echtes Mädesüß, Flutender Schwaden, Gänseblümchen, Gewöhnlicher Gilbweiderich, Hain-Sternmiere, Kleiner Baldrian, Kohldistel, Kuckucks-Lichtnelke, Moor-Labkraut, Quellen-Hornkraut, Quell-Sternmiere,  Schlangen-Knöterich, Schmalblättriger Merk, Sumpf-Helmkraut, Sumpf-Schachtelhalm, Sumpf-Storchschnabel, Sumpf-Vergissmeinnicht, Teufelsabbiss, Ufer-Wolfstrapp, Wald-Ziest, Wasserpfeffer und Zottiges Weidenröschen nachgewiesen.

## Schutzzweck
Das NSG soll die Flüsse Lühlingsbach und Nette mit ihren Auen und deren Arteninventar schützen. Wie bei allen Naturschutzgebieten in Deutschland wurde in der Schutzausweisung darauf hingewiesen, dass das Gebiet „wegen der Seltenheit, besonderen Eigenart und Schönheit des Gebietes“ zum Naturschutzgebiet wurde.
Der Landschaftsplan führt zum speziellen Schutzzweck auf: „Erhaltung und Optimierung eines vielfältig durch Feucht- und Nasswiesen, Krautfluren, Ufergehölze und Mäander strukturierten Bachtales mit den an diese Lebensräume gebundenen (tlw. seltenen und gefährdeten) Tier- und Pflanzenarten; Schutz des Fließgewässers vor stofflichen Einträgen und physischen Veränderungen, die seinen Strukturreichtum beeinträchtigen können; Erhaltung der gliedernden und belebenden Funktion des Talzuges im Landschaftsbild im Grenzbereich zweier naturräumlicher Haupteinheiten (Weserbergland/Süderbergland) sowie die Beseitigung von Landschaftsschäden, die die ökologischen Gesamtzusammenhänge des Talsystems erheblich beeinträchtigen. Wesentlicher Schutzzweck ist auch die Sicherung des ökologischen Netzes ‚Natura 2000‘ im Sinne der FFH-RL, dem die hier wirksamen Ge- und Verbote des allgemeinen Festsetzungskataloges unter 2.1 ebenso dienen wie das unten formulierte festsetzungsspezifische Gebot, dessen Umsetzung allerding eine längerfristige Perspektive aufweist.“

## Gebot
Als zusätzliches Gebot gegenüber anderen Schutzgebieten im Landschaftsplangebiet wurde festgelegt, dass Ackerflächen im NSG wieder in Grünland umzuwandeln sind.